# Linus Arnesson
Linus Arnesson (Hedemora, 11 de mayo de 1990) es un jugador de balonmano sueco que actúa en la posición de lateral izquierdo o central en el HØJ Elite. Es internacional con la selección de balonmano de Suecia.
Con la selección logró la medalla de plata en el Campeonato Europeo de Balonmano Masculino de 2018.

## Palmarés

### Bergischer HC
- 2.Bundesliga (1): 2018

## Clubes
- IFK Hedemora ( -2006)
- Redbergslids IK (2006-2017)
- Bergischer HC (2017-2024)
- HØJ Elite (2024- )